# Seth Wand
Seth Phillip Wand (Springfield, 6 agosto 1979) è un ex giocatore di football americano statunitense.

## Carriera universitaria
Ha giocato con i Northwest Missouri State Bearcats squadra rappresentativa dell'università del Northwest Missouri State.

## Carriera professionistica

### Houston Texans
Al draft NFL 2003 è stato selezionato come 75a scelta dai Texans. Ha fatto il suo debutto nella NFL il 7 settembre 2003 contro i Miami Dolphins indossando la maglia numero 78. 
Il 2 settembre del 2006 è stato svincolato.

### Tennessee Titans
Preso a stagione già iniziata ha giocato solamente 7 partite. Ha indossato la maglia numero 72. Il 1º settembre 2007 è stato svincolato.

### Oakland Raiders
Il 21 novembre 2007 ha firmato con i Raiders. Ha mantenuto il numero 72. Ma nel suo primo anno non è mai sceso in campo.
Il 6 ottobre 2008 è stato messo sulla lista infortunati per un problema ad un ginocchio ed il 28 ottobre è stato tagliato dalla squadra.
Il 5 agosto 2009 è stato ripreso dai Raiders per sopperire alla perdita del tackle Khalif Barnes che si è fatto male durante gli allenamenti estivi. Il 5 settembre è stato di nuovo svincolato.

### Florida Tuskers (UFL)
Per l'intera stagione 2009 e 2010 ha giocato nei Florida Tuskers della United Football League.

### Seconda volta con i Raiders
Il 2 agosto 2011 ha rifirmato con i Raiders. Ha scelto il numero di maglia 76. Il 4 settembre è stato svincolato per far spazio a Ricky Brown.

## Statistiche
| Partite totali             | 53 |
| Partite totali da titolare | 18 |